# Joan Spillane
Pour les articles homonymes, voir Spillane.
Joan Arlene Spillane, née le 31 janvier 1943 à Glen Ridge, est une nageuse américaine.

## Biographie
Aux Jeux olympiques d'été de 1960 à Rome, Joan Spillane remporte la médaille d'or à l'issue de la finale du relais 4x100 mètres nage libre ; elle nage par ailleurs les séries du relais 4x100 mètres quatre nages mais ne participe pas à la finale remportée par les Américaines.